# Albano Pereira
Albano (Seixal, Portugal, 22 de diciembre de 1922 - 5 de marzo de 1990) fue un legendario futbolista portugués integrante de la delantera de "los Cinco Violines" que jugaba en la posición de extremo izquierdo. 

## Carrera deportiva
Inició su carrera en 1941, en el modesto Seixal de Portugal. Dos años después, tras un breve paso también por el Barreirense, firmó por el Sporting de Lisboa en 1943. Su debut fue en septiembre de la temporada 43-44, sustituyendo a un consagrado Joao Cruz, prestigioso ala izquierda de los leones, que por aquel entonces tenía figuras como Adolfo Mourao, Soeiro Vasques, Fernando Peyroteo y Pedro Pireza. Su gran talento tuvo lógica continuidad, y Albano fue entrando poco a poco en el equipo hasta llegar a formar, junto a Peyroteo, Vasques, Correia y Travassos, la famosa delantera que el periodista y entrenador Tavares da Silva denominó como los "cinco violines" por su gran sincronización en el juego que funcionaba tan engranado como una orquesta. De todos ellos, Albano era el jugador de mayor talento y creatividad. Tras jugar durante trece temporadas con el equipo lisboeta se retiró a los 34 años con 252 goles marcados en 443 partidos, una cifra impresionante para alguien que jugaba en su posición. En 1957 se le rindió su partido de homenaje. 

## Características
Jugador zurdo, de baja estatura, compensó su falta de tamaño con una técnica excelente. Rápido, muy vertical, de disparo fácil y preciso, poseía un regate extraordinario y le encantaba asociarse con el balón. Cuando lo agarraba, cruzaba el campo a gran velocidad, arrancando desde la banda y buscando siempre al delantero centro, si no era él mismo quien acababa la jugada. El gran Fernando Peyroteo se aprovechó en esos primeros años del desborde de Albano. Brillante e irregular, fue elegido por el diario deportivo "Record" como uno de los 100 mejores futbolistas portugueses de todos los tiempos.

## Clubes
| Club               | País     | Año         |
| ------------------ | -------- | ----------- |
| Seixal             | Portugal | 1941 - 1943 |
| Sporting de Lisboa | Portugal | 1943 - 1956 |

### Selección nacional
Ha sido internacional con la Selección de fútbol de Portugal en 15 ocasiones y ha marcado un total de tres goles en los partidos contra Irlanda, Escocia, Inglaterra. Su debut fue en 1947 ante la Selección de fútbol de Suiza en un partido bajo la lluvia que acabó 2-2. Cuentan las leyendas que en este partido, Albano pasó en un lance por debajo de las piernas de su marcador.

## Palmarés
- 8 Ligas portuguesas (Sporting de Lisboa, temporadas 1943-44, 46-47, 47-48, 48-49, 50-51, 51-52, 52-53 y 53-54).
- 4 Copas de Portugal (Sporting de Lisboa, temporadas 1945, 1946, 1948 y 1954).
- 2 Campeonatos regionales de Portugal, temporadas 1944-45 y 1946-47.

En 1949 llegó a disputar con el Sporting la final de la Copa Latina (precursora de lo que posteriormente se conocería como Copa de Europa), pero perdieron ante el Barcelona por 2 a 1. El 29 de julio de 1957 disputó su partido de homenaje. Falleció el 5 de marzo de 1990. 